# Unificación de San Martín
La unificación de San Martín (neerlandés: Eenwording van Sint Maarten; francés: Unification de Saint-Martin) es la unificación propuesta de la pequeña isla de San Martín, ubicada en el mar Caribe. Actualmente, se divide en Sint Maarten (la parte sur de la isla, uno de los países constituyentes del Reino de los Países Bajos) y la Colectividad de San Martín (la parte norte de la isla, parte integral de Francia). La isla ha estado dividida desde la firma del Tratado de Concordia en 1648, que hoy se mantiene como uno de los tratados más antiguos aún en vigor.
El Tratado de Concordia permite la libertad de movimiento entre ambas partes de la isla, lo que ha fomentado un sentimiento común entre los habitantes de la isla, aunque esta es también la razón por la que algunos ven innecesaria una unificación formal. Otros argumentos en contra de la unificación de la isla son que ni Francia ni los Países Bajos lo permitirían y que ambas partes requerirían la plena independencia para lograrlo.

La "Bandera de la Unidad" de San Martín, utilizada en ambas mitades de la isla.

El 31 de agosto de 1990, se adoptó la "Bandera de la Unidad" de San Martín en la Conferencia Preliminar sobre Símbolos Nacionales en la Biblioteca del Jubileo de Philipsburg, en Sint Maarten. Esta bandera fue creada para representar a la gente de ambas mitades de la isla y la unificación de esta última, y hoy en día es izada en algunas casas y a veces por iglesias y grupos religiosos en San Martín. En agosto de 2020, cuando se agregaron restricciones y controles a la frontera entre San Martín y Sint Maarten para contener la pandemia de COVID-19, algunos manifestantes contra estas medidas enarbolaron esta bandera con ellos. En septiembre de 2020, se levantaron estas restricciones y la gente de ambos lados de la isla comenzó a cantar "Una isla, un pueblo, un destino".
Algunos partidarios notables de este movimiento incluyen a Albert Fleming, exlíder de la Colectividad de San Martín, quien en 2014 manifestó su apoyo a la unificación de la isla.

Mapa de la isla de San Martín. En naranja está la parte neerlandesa de la isla (Sint Maarten) y en verde la francesa (San Martín).